# Mikola Líssenko
Mikola Vitàliiovitx Líssenko, ucraïnès: Мико́ла Віта́лійович Ли́сенко, (Grinkí, Krementxuk, 22 de març de 1842 - Kíev, 6 de novembre de 1912) fou un compositor ucraïnès, la seva música quasi tota fou escrita per a piano, malgrat que també en va compondre de vocal i diverses òperes.
Després d'haver estudiat a Khàrkiv i Kíev, entre 1866-68 fou alumne del Conservatori de Leipzig. El 1868 es traslladà a Kíev, on exercí el professorat, desplegant una prodigiosa activitat com a col·leccionador de cants populars ucraïnesos.
És autor de diverses òperes [Taràs Bulba (Тарас Бульба), Natalka Poltavka (Наталка Полтавка), etc.] i altres composicions.
Com a musicòleg se li deu Les característiques de les particularitats musicals dels dumy i cançons dels petits russos interpretades pel kobzar Ostap Veresai (Характеристика музыкальных особенностей малорусских дум и песен, исполняемых кобзарем Остапом Вересаем, 1874), Sobre el torban i la música de la cançó de Vodort (Про торбан і музику пісень Відорта, 1892), Instruments musicals populars a Ucraïna, (Народні музичні струменти на Вкраїні, 1894).